# Калдоњо
Калдоњо (итал. Caldogno) је насеље у Италији у округу Виченца, региону Венето.
Према процени из 2011. у насељу је живело 10361 становника. Насеље се налази на надморској висини од 49 м.

## Становништво
| 1931. | 1936. | 1951. | 1961. | 1971. | 1981. | 1991. | 2001.  | 2011.  |
| ----- | ----- | ----- | ----- | ----- | ----- | ----- | ------ | ------ |
| 4.046 | 4.122 | 4.537 | 4.322 | 5.701 | 7.806 | 9.402 | 10.116 | 11.221 |